# Барух Ганнай
Барух Ганнай (VIII ст.) — один із з найдавніших вчених і вчителів східних караїмів. Відомий систематизуванням читання Тори при богослужінні в суботні і святкові дні. Писав багато, але збереглося один літургійний вірш з акровіршем, що виражає його ім'я.
Іюда Гадассу в своїй книзі אשכול Ешкол а в наслідування йому і інші зараховують його до школи Ездри і навіть вважають його головою його судилища.
Оскільки подібний факт немислимий, то багато вчених вважають саму особистість Ганная легендарною. Проте факт Барух Ганнай був безпосереднім сподвижником Анана та писав дуже багато підтверджується багатьма нашими компетентними письменниками.
Ганнай мав для караїмів таке ж значення, яке мав Ездри для Ізраїля.
Збереглося до наших днів одне молітвопеніе Боруха Ганная, вірші якого складені за алфавітом і зображують його ім'я і прізвище.